# Handy-Parken
Handy-Parken oder auch m-parking (von englisch mobile Parking) bietet die Möglichkeit, per Mobiltelefon die Parkgebühr bargeldlos zu entrichten, ohne dass man einen Parkscheinautomaten verwenden muss.

## Technische Umsetzung

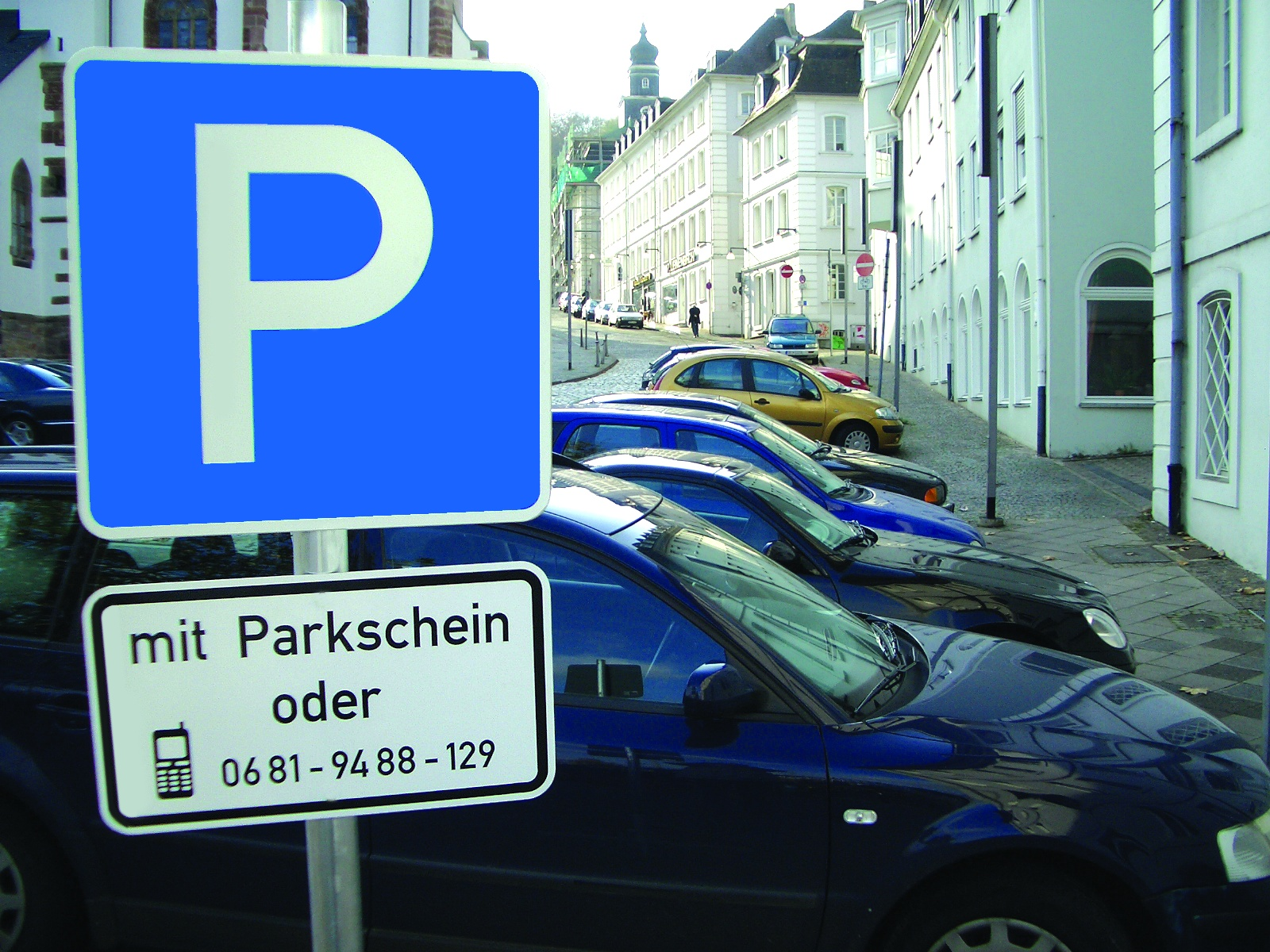
Handyparken Saarbrücken

Um Handy-Parken zu ermöglichen, muss die jeweilige Kommune einen Betreiber beauftragen, die notwendige Infrastruktur bereitzustellen. Der Nutzer schließt einen Vertrag mit dem Betreiber, der daraufhin die Parkgebühren mit dem Kunden abrechnet und an die Kommune abführt.
Um einen Parkprozess zu starten, ruft der Nutzer beim Betreiber an oder übersendet eine SMS mit der individuellen Kennung des Parkplatzes. Damit beginnt der Parkvorgang. Um den Parkprozess zu beenden, muss der Nutzer beim Betreiber anrufen oder eine weitere SMS schreiben und sich so wieder ausbuchen.
Um die Bezahlung überprüfen zu können, hat die Kontrollkraft einen Zugang zur Datenbank der Betreiber. Dieser Zugriff kann über GPRS oder UMTS-fähige mobile Endgeräte, z. B. ein Mobiltelefon, realisiert werden.

## Vor- und Nachteile
Vorteile für den Parkenden sind in erster Linie:
- Es erfolgt eine minutengenaue Abrechnung.
- Es entfällt der Weg zum Automaten, um einen Parkschein zu kaufen, und wieder zurück zum Auto.
- Der Parkende muss sich, je nach System, nicht bereits zu Parkbeginn auf die Parkzeit festlegen.
- Man muss kein abgezähltes Kleingeld vorrätig haben.

Nachteile sind:
- Bei einigen Systemen muss man sich im Voraus einmalig anmelden.
- Das Parken kann durch die anfallenden SMS-Kosten teurer werden.
- Wird die Abmeldung bei der Rückkehr zum Fahrzeug vergessen, müssen die Parkgebühr bis zu einer automatischen Systemabmeldung (zumeist zum Ende der gebührenpflichtigen Zeit der Parkzone) bezahlt werden.
- Zu zahlender Betrag oft teurer als ein Parkschein.
- PayByPhone: Im Falle einer Zeiteingabe per SMS in der Form „Kennzeichen:Minuten Parkdauer“, die nicht den vorgeschriebenen Parkintervallen entspricht, wird ein fehlerhafter u. U. viel zu hoher Betrag abgebucht. Ein Hinweis, dass eine nicht vorgegebene (fehlerhafte) Parkdauer eingegeben wurde, erfolgt nicht. Eine Rückerstattung erfolgt nach Aussage des Betreibers nicht.

## Verbreitung von Handy-Parksystemen

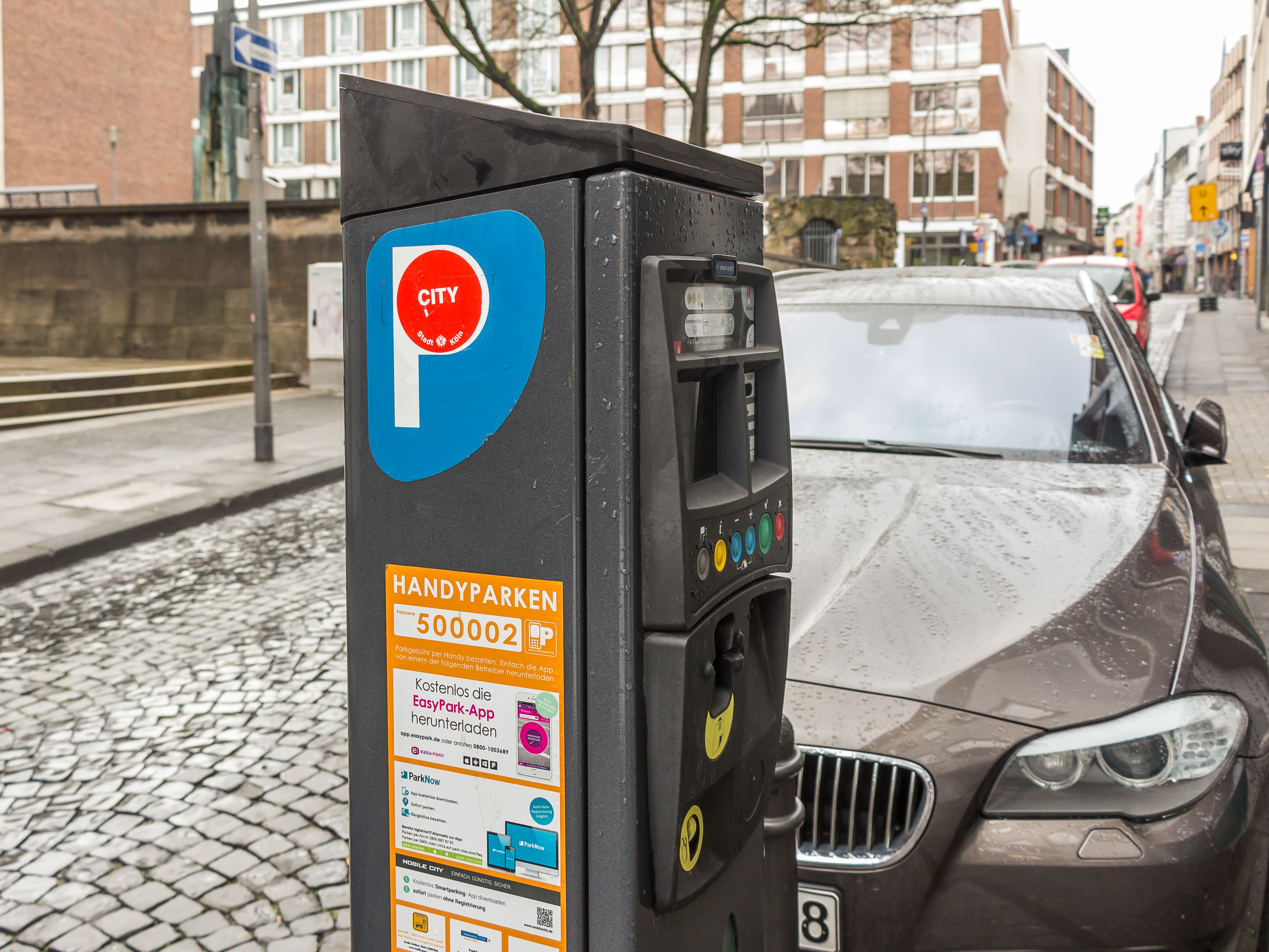
Parkscheinautomat mit Hinweis auf Handyparken in Köln

### Deutschland
In Deutschland ist in mehr als 100 Städten das bargeldlose Parken möglich.

#### Systeme mit Registrierung
Bezahlsysteme, die eine Registrierung erfordern, finden sich unter anderem in:
| - Augsburg - Bad Homburg vor der Höhe - Bad Münstereifel - Bad Oldesloe - Bayreuth - Berlin - Bingen am Rhein - Burglengenfeld - Celle - Darmstadt - Duisburg | - Flensburg - Freiburg im Breisgau - Gifhorn - Goslar - Göttingen - Günzburg - Hamburg - Hanau - Hannover - Heidenheim an der Brenz - Köln - Leverkusen | - Lübeck - Lemgo - Mainz - Mönchengladbach - Neustadt an der Weinstraße - Osnabrück - Paderborn - Steinhude - Wiesbaden - Wolfsburg - Wunstorf |

#### Registrierungsfreie Systeme
Bei diesem System wird ein virtueller Parkschein gezogen, d. h. die Parkdauer wird bei der Buchung gewählt. Ein Abmelden ist daher nicht nötig. Dieses registrierungsfreie System gibt es in:
| - Alzey - Amberg - Andernach - Arnsberg - Bad Aibling - Bad Kissingen - Bad Neustadt an der Saale - Bernau am Chiemsee - Bottrop - Coburg | - Dahme/Mark - Dieburg - Eisenach - Emden - Erlangen - Fürth - Goslar - Grömitz - Gunzenhausen - Hann. Münden | - Horb am Neckar - Ilmenau - Kassel - Kellenhusen (Ostsee) - Lemgo - Lindau (Bodensee) - Magdeburg - Mauth - Meppen - Mettmann - Naumburg (Saale) - Neustadt in Holstein - Nürnberg | - Oberhof - Oberstdorf - Paderborn - Rudolstadt - Saarbrücken - Sigmaringen - Sonneberg - Weilheim in Oberbayern - Witzenhausen |

Das System gibt es auch am Altmühlsee und am Flughafen Frankfurt Main.

##### Vorteile
- keine vorherige Anmeldung
- keine Bekanntgabe persönlicher Daten mit Ausnahme der Mobiltelefonnummer und des Kfz-Kennzeichens

##### Nachteile
- komplizierte Eingabe per SMS (außer für Geübte)
- Parkgebühr wird genau wie bei Parkschein vorher gebucht, bezahlte Parkdauer kann nicht rückgängig gemacht werden oder vorher beendet werden
- Kosten für eine SMS bei jedem Parkvorgang unabhängig vom gebuchten Guthaben oder von "Flatrates"

### Österreich
Im Herbst 2002 begannen die ersten Pilotbetriebe in Österreich, und seit dem Herbst 2003 besteht diese Möglichkeit in einigen Städten regulär. Die Systeme sind nicht einheitlich. Es wird auch von der Bevölkerung der einzelnen Gemeinden recht unterschiedlich angenommen. Der Vergleich der gleichen Systeme von Linz (2008) und Graz (erst 2009, aber häufigere Nutzung als in Linz) zeigt, dass vor allem zu Beginn die Bevölkerung mit etwas Werbeaufwand informiert werden muss.

#### M-Parking/Handy-Parken
Handy-Parken (www.handyparken.at) gehört zur m-parking Errichtungs-, Betriebs- und Service GmbH, einer hundertprozentigen Tochterfirma von Porr (PORR Solutions Immobilien- und Infrastrukturprojekte GmbH). Die technische Abwicklung wird von Siemens Business Services (SBS) durchgeführt. Die SMS-Anbindung, das Payment und der Webauftritt wurden von Mobilkom Austria, seit der Fusion 2010 von A1 Telekom Austria durchgeführt.
In den Bundesländern wird das System von der M-Parking GmbH betrieben. Bezahlt wird mit Handys von Mobilkom Austria, etwas später auch Orange Austria und seit Herbst 2008 auch von Magenta Telekom und kurzzeitig Tele.ring ohne eine Anmeldung über paybox mit der Handyrechnung (A1) oder per Einzugsermächtigung. Andere Handy-Kunden müssen sich entweder bei paybox anmelden, oder man kauft einen A1 Bank Voucher, elektronisches Geld, das per Onlineüberweisung einer angegebenen Handynummer gutgeschrieben wird.
In der Bundeshauptstadt Wien wird das System von der Stadt Wien betrieben. Nach der Anmeldung muss man hier ein Parkguthaben aufladen. Bezahlt werden kann über paybox wie in den Bundesländern, wobei die Aufladung per SMS erfolgen kann, sowie über Bankeinzug und Kreditkarte. In Wien ist auch eine Vorausbuchung mit Uhrzeitangabe möglich, etwa wenn man am Morgen länger schlafen möchte (Parkdauer und Uhrzeit werden einfach mittels Leerschritt getrennt, z. B.: '60 0901').
Gesteuert wird das System über SMS-Nachrichten, in denen man mindestens die Parkdauer und in manchen Städten noch einen Code für die Kurzparkzone angibt. Entspricht die Stadt oder das Autokennzeichen nicht den angegebenen Voreinstellungen, kann man diese Informationen zusätzlich angeben. Die Buchung ist gültig, sobald eine Bestätigungs-SMS empfangen wird. Es ist ratsam, diese für den Fall eventueller Reklamationen einige Zeit aufzubewahren. Versehentliche Zahlungen in den Zeiten ohne Parkraumbewirtschaftung werden nicht erkannt und daher verrechnet. Zusätzlich zur Parkgebühr wird die jeweilige SMS-Gebühr vom Handybetreiber verrechnet. Die Kontrollorgane geben das Kennzeichen in einen Handheld-Computer ein und können so überprüfen, ob eine Parkgebühr entrichtet wurde. Ist dies nicht der Fall, kann zumindest in Wien über einen per Bluetooth angeschlossenen Thermodrucker gleich der Strafzettel ausgestellt werden.
Über dieses System können auch Geschäftsleute per SMS ein Parkticket für ihre Kunden lösen. Bei den „Shoppen-mitten-in-Wels“-Partnern teilen sich diese Kosten das Stadtmarketing und Kaufleute. Etwa ein Drittel der Autofahrer kennen ihr Kennzeichen nicht und müssen nachschauen. In Wien gab es im März 2009 rund 300.000 registrierte Teilnehmer und erstmals mehr als eine Million Parkvorgänge über das System.
Teilnehmende Städte sind (mit Beginndatum):
- Wien (Pilotbetrieb: Herbst 2002, Echtbetrieb: 1. Oktober 2003)
- Braunau am Inn (Dezember 2016)
- Bregenz (1. Oktober 2004)
- Eisenstadt
- Gleisdorf (15. September 2003)
- Gmunden (15. Oktober 2007)
- Klagenfurt
- Mödling (November 2003)
- Perchtoldsdorf
- Spittal an der Drau
- Stockerau (26. Oktober 2003)
- St. Pölten (1. November 2004)
- Villach
- Wels (April 2005)
- Wolfsberg

In Krems an der Donau wurde ein Testbetrieb im April 2008 eingestellt.
M-Parking übernahm Ende 2004 den Mitbewerber Mobile Parking. Es sollten ursprünglich die Systeme zusammengeführt werden. 2006 wurden die Verträge mit den Gemeinden mit Wirkung von 2007 gekündigt. Diese hätten mit zusätzlichen Investitionen wechseln können, was nirgendwo geschehen ist.

#### Gemeinsame Wettbewerbsplattform

Logo von Mobil-Parking

Auf der Wettbewerbsplattform Mobil-Parken (www.mobil-parken.at) sind mehrere Betreiber aktiv. Die Nutzer müssen sich in der Regel vorab registrieren und erhalten eine Vignette zur Kennzeichnung (Ausnahme Baden). Der Parkvorgang kann bei allen mittels Anruf oder App angestoßen werden.
Teilnehmende Städte sind:
- Baden
- Bludenz
- Graz
- Innsbruck
- Krems
- Linz
- Salzburg
- Zell am See

#### Mobile Parking (ehemals Pionier)
Die Firma Mobile Parking GmbH (FN 223782 t, Handelsgericht Wien, ehemals: www.mobile-parking.at (abgeschaltet) alte Firmeninfos: www.mobile-parking.ch) hatte im Tech Gate Vienna begonnen. Am 28. November 2003 erhielt die Firma einen Mercur-Anerkennungspreis der Wirtschaftskammer Wien. Ende 2004 kaufte die M-Parking GmbH, hundertprozentige Tochter der Porr (Porr Solutions Immobilien- und Infrastrukturprojekte GmbH) sowie Kooperationspartner von Siemens Business Services und Mobilkom Austria, die Mobile Parking GmbH. Die Firma zog drauf in das Hochhaus der Firma Porr in der Absberggasse 47.
Ab Februar 2005 wurde dieses System mit Unterstützung der CIVITAS-Initiative der EU auch in Berlin in den Bezirken Mitte, Charlottenburg-Wilmersdorf und Tempelhof-Schöneberg für ein Jahr getestet, dort in Zusammenarbeit mit SBS und T-Mobile.
Die Bedienung war per Telefonanruf, SMS oder WAP möglich. In Berlin wurde es in der Testphase nur mittels Telefonanruf bedient. Bezahlt wurde mit Überweisung oder Einzugsermächtigung. An die angemeldeten Benutzer wurden Vignetten mit Strichcodes ausgegeben. Die wurden von den Kontrollorganen mittels GPRS-tauglicher Handykamera gelesen, an die Verrechnungszentrale geschickt und Sekunden später erhielten sie die Information, ob gezahlt wurde oder nicht.
Teilnehmende Städte waren:
- Bludenz (Pilotbetrieb: 1. Oktober 2003, Echtbetrieb: 1. April 2004, Ende: 2007[15])
- Kitzbühel (Pilotbetrieb: 1. September 2002, Echtbetrieb: 1. März 2004, Ende: wahrscheinlich 2007)
- Krems an der Donau (Pilotbetrieb: 1. Juli 2003, Echtbetrieb: 1. Jänner 2011[16])
- Tulln an der Donau (Pilotbetrieb: 1. September 2002, Echtbetrieb: 1. März 2003, Ende: wahrscheinlich 2007[17])
- Amstetten (Pilotbetrieb: 1. November 2004, Ende: 31. März 2007[8])

Im Jahre 2006 wurden die Verträge mit den Gemeinden durch die Mobile Parking GmbH gekündigt, und mit neuerlichen Investitionen hätten die Gemeinden zu m-parking wechseln können, was jedoch keiner tat. Die Firma Porr Solutions Immobilien- und Infrastrukturprojekte GmbH ist in einem Werbeprospekt vom 13. Jänner 2009 noch immer der Meinung, dass sich 15 Standorte in Österreich (bei 14 genannten Namen, darunter auch die hier genannten fünf Gemeinden) und Berlin an ihrem System beteiligen.

#### Mobiles Parken
Mobiles Parken gehört zur Stadt Wiener Neustadt. Das gesamte System wurde von FOTEC Forschungs- und Technologietransfer GmbH. FOTEC, einer Tochter von FHWN (Fachhochschule Wiener Neustadt), entwickelt und wird auch dort gehostet. Die SMS-Anbindung erfolgt über Magenta Telekom und das Webpayment via PayUnity.
Um die Spesen des Geldverkehrs zu minimieren, wurde 2011 mit Gutscheincodes gestartet, wodurch 100 % der Parkgebühren auch bei der Stadt Wiener Neustadt ankommen. Anders als bei vielen anderen Systemen liegen ungeachtet der Zahlungsweise die Parkguthaben nicht beim Betreiber. Auf Kundenwunsch wurde das System mit Ende 2012 um die Möglichkeit auch mittels Kreditkarten, EPS und Paypal zu bezahlen.
Mitte 2013 kam die Funktionalität des Anrainerparkens hinzu. Hier wurden die stark verbreiteten "Parkpickerl" durch das Mobile Parken ersetzt und im selben Zug die internen Genehmigungsprozesse optimiert. Das System ist direkt mit der kommunalen Finanzverwaltung KIM vernetzt und reduziert Fehlerquellen auf ein Minimum.

### Schweiz
Am 8. November 2006 führte Fehraltorf (Kanton Zürich) als erste Schweizer Gemeinde das Handyparken ein. Die Lösung von myHandyTicket basiert auf dem "Schlauer parken"-System aus Deutschland. Die Abrechnung erfolgt minutengenau. Das System wurde Ende 2011 aus wirtschaftlichen Gründen eingestellt. Seit 2018 haben einige Gemeinden das System von Twint integriert.

### Kroatien
Das System der österreichischen M-Parking wurde von Mobilkom und Siemens in Europa zunächst in Kroatien, und zwar als Pilotprojekt 2001 in Zagreb, eingeführt. Das System bewährte sich und wurde bereits 2002 in vollem Umfang realisiert. Mittlerweile werden in Kroatien dadurch bereits 17.000 Parkplätze in zehn kroatischen Städten betrieben, wobei sich das System weiter im Wachstum befindet. In Kroatien wird das M-Parking-System von der „Hrvatska parking udruga“ (der Kroatischen Parking-Genossenschaft) einheitlich betrieben.